# Frank-Ivo van Damme
Frank-Ivo van Damme (Merksem, 2 september 1932) is een Belgisch graficus.
Van Damme studeerde aan de Koninklijke Academie voor Schone Kunsten van Antwerpen. Hij was laureaat van het Nationaal Hoger Instituut voor Schone Kunsten van Antwerpen in 1962, en van het Plantijn Genootschap te Antwerpen in 1971. Van Damme was de stichter en uitgever van het jongerentijdschrift Pijpkruid (1948-1958). 
Van Damme is de stichter van de "Vrije Vesper Tekenschool Merksem" die uitgroeide tot de Stedelijke Academie voor Plastische Kunsten (District Merksem, Antwerpen), waarvan hij in 1992 eredirecteur werd.
Van Damme werd wereldwijd bekend voor zijn grafische kunsten, maar bovenal voor zijn ruim 800 exlibrissen in houtsnede of kopergravure. Veel van zijn hout- en kopergravures zijn erotisch getint. Zijn interesse in wereldliteratuur kan men terugvinden in zijn werken, dit geldt evenzo voor de Griekse en Romeinse mythologie. Van Damme zoekt naar een evenwicht tussen zijn werk en bijbehorende teksten die het werk ondersteunen.
Van Damme is ook striptekenaar, zijn eerste strip tekende hij in 1953 voor het studentenmagazine "Deze tijd" te Leuven. Zijn echte debuut was in 1962 met het tekenen van "De plastieken uil" in MK - Het Weekblad. Hij tekende het hoofdpersonage 
"Bart" naar hemzelf. Voor hetzelfde weekblad tekende hij ook "De Mississippi kever" en "Voorbarig vonnis", een strip naar de eerste Parijs-Madridrace in 1903. Het is bij dit geringe aantal  strips gebleven.
Hij is gehuwd met Joke van den Brandt (Turnhout, 28 september 1937).